# Radd al-shams
Radd al-shams (arabiska: ردّ الشمس) är en hadith som beskriver ett mirakel som den islamiske profeten Muhammed utförde.
Hadithen berättar att när Muhammed en gång låg med huvudet i Ali ibn Abi Talibs knä fick han en uppenbarelse. Ali blev därför förhindrad att be eftermiddagsbönen. Eftersom solen hade gått ned bad Muhammed Gud att solen skulle återvända. Solen steg då åter upp så att Ali skulle kunna be sin bön.
Det finns flera rapporter om händelsen i både sunnitiska och shiitiska källor och innehållet skiljer sig åt till viss del.
Några av de sunnitiska källorna är Dulabis bok al-Dhurriyyat al-Tahirah, Tabaranis bok Mu'jam al-Kabir och Tahawis bok Mushkil al-Athar. Några av de shiitiska källorna är Saduqs bok Man la yahduruhu al-faqih och Sayyid Radis bok al-Khasais och Tabarsis bok A'lam al-Wura. Tabarani har nämnt att hadithen är trovärdig. Den sunnitiske lärde Suyuti har i boken Kashf al-lubs fi hadith radd al-shams sagt att imam Abu Jafar Tahawi och andra anser att hadithen är sahih. Det finns andra sunnitiska lärda som Ibn Hazm, Ibn Jawzi, Ibn Taymiyya och Ibn Kathir som anser att hadithens källa är svag.
Enligt traditioner har radd al-shams ägt rum två gånger för Ali; en gång under Muhammeds livstid och en gång efter hans bortgång. Shaqq al-Qamar (då månen delades) är ett annat liknande mirakel som tillskrivs profeten Muhammed. Poeter har även reciterat dikter om radd al-shams.